# Hansenius
Hansenius es un género de pseudoscorpiones de la familia Cheliferidae. Las especies del género se encuentran en África subsahariana. El género fue descrito primero por Chamberlin en 1932.

## Especies
La siguiente es la lista de especies pertenecientes a este género.
- Hansenius basilewskyi Beier, 1962
- Hansenius fuelleborni (Ellingsen, 1910)
- Hansenius jezequeli Heurtault, 1983
- Hansenius kilimanjaricus Beier, 1962
- Hansenius leleupi Beier, 1959
- Hansenius major Beier, 1947
- Hansenius milloti Vachon, 1937
- Hansenius mirabilis Beier, 1933
- Hansenius regneri Beier, 1944
- Hansenius schoutedeni Beier, 1954
- Hansenius socotrensis
- Hansenius spinosus Chamberlin, 1949
- Hansenius torulosus (Tullgren, 1907)
- Hansenius vosseleri Beier, 1944

## Publicación original
- Chamberlin, 1932: A synoptic revision of the generic classification of the chelonethid family Cheliferidae Simon (Arachnida) (continued). Canadian Entomologist, vol. 64, p. 17-21 y 35-39 (en inglés=.